# Межгалактический космодром
Межгалактический космодром (англ. Greater Green River Intergalactic Spaceport) — аэропорт США в городе Грин-Ривер, штат Вайоминг. Был открыт в 1963 году.

## Технические данные
Аэропорт представляет взлётно-посадочную полосу (ВПП) общественного использования с земляным покрытием в пяти милях к югу от Грин-Ривер, на горе с названием South Hill. Находится на высоте 2189 метров (7182 футов) и занимает площадь 160 гектаров (400 акров). Имеет только одну взлетно-посадочную полосу размером 1768 × 40 метров (5800 × 130 футов), без зданий и сооружений, за исключением ветроуказателя. Все авиационные услуги для жителей Грин-Ривер предоставляются через ближайший аэропорт Sweetwater County Airport в Рок-Спрингс (Вайоминг).

### Интересный факт
Аэропорт стал широко известен в 1994 году, когда появилась новость, что Юпитер может столкнуться с кометой и подвергнуться бомбардировке метеоров. В связи с этим городской совет Грин-Ривера 5 июля 1994 года объявил свою взлётно-посадочную полосу Межгалактическим космодромом для «жителей» Юпитера, которые, возможно, пожелают приземлиться на нашу планету. Но до настоящего времени ни один даже земной космический корабль не воспользовался этим «космодромом».